# Damián Álvarez Arcos
Damián Álvarez Arcos (Veracruz, 11 marzo 1973) è un ex calciatore messicano, di ruolo attaccante.

## Carriera

### Club
Ha trascorso l'intera carriera tra Messico e Stati Uniti.

### Nazionale
Con la nazionale messicana ha preso parte ai Giochi Olimpici del 1992, giocandovici 2 incontri.